# Hicham Mahdoufi
Hicham Mahdoufi (Khouribga, 5 agosto 1983) è un ex calciatore marocchino, di ruolo difensore.

## Carriera

### Club
Ha giocato nel campionato marocchino e ucraino.

### Nazionale
Tra il 2006 e il 2010 è sceso in campo 16 volte con la maglia della nazionale, con la quale nel 2008 ha anche partecipato alla Coppa d'Africa.

## Palmarès

### Club

#### Competizioni nazionali
- Coppa del Marocco: 2

Ol. Khouribga: 2005-2006
Raja Casablanca: 2011-2012